# Funkcionális agyi képalkotás

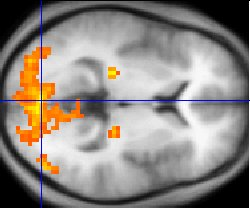
Funkcionális mágneses rezonancia-vizsgálat adatai

A funkcionális agyi képalkotás eljárásai az agyi funkciók valamely aspektusának mérésére szolgálnak az agyi képalkotás technológiájának segítségével, ami a meghatározott területeken tapasztalható agyi aktivitások és bizonyos mentális funkciók összefüggéseinek feltérképezését jelenti. Kutatási eszközként, valamint a klinikai diagnosztikában használatos eszköz, főként a kognitív idegtudomány, kognitív pszichológia, neuropszichológia és a szociális idegtudomány területein.

## Áttekintés
A funkcionális agyi képalkotás gyakori módszerei:
- Pozitronemissziós tomográfia (PET),
- Funkcionális mágneses rezonancia-vizsgálat (fMRI),
- Többcsatornás elektroenkefalográfia (EEG),
- Magnetoenkefalográfia (MEG),
- Közeli infravörös spektroszkópia (NIRS), és
- Single photon emission computed tomography (SPECT)

A PET, az fMRI és a NIRS eljárások helyhez kötött, lokális, az idegi aktivitás által kiváltott változásokat mérik az agyi vérkeringésben. Ezeket a változásokat „aktivációknak” nevezik. Azok az agyi területek, melyek egy meghatározott feladatvégzés során aktiválódnak, a komputációs idegtudomány|idegi komputáció elméletei szerint hozzájárulnak a viselkedés vezérléséhez. Így például az okcipitális lebeny kiterjedt aktivációja tipikusan olyan feladatok esetében figyelhető meg, amelyek vizuális ingereket tartalmaznak, szemben az egyéb ingereket tartalmazó feladatokkal. Ez az terület, az agynak a vizuális feldolgozás elsődleges területeként, a retinából továbbított jelek alapján járul hozzá a vizuális észleléshez.
Az agyi képalkotás más módszerei, például az EEG vagy a MEG, az elektromos áram, vagy a mágneses mező változásait érzékeli az agyban, ugyancsak az idegi aktivitás következményeként. A különböző módszerek más és más előnyökkel rendelkeznek a kutatás szempontjából: a MEG például magas idői felbontásra képes az agyi aktivitás mérésében, ami ezredmásodperces részletességet jelent, megtartva emellett a kapott kép elfogadható téri felbontását. Az fMRI ennél is alaposabb az agyi aktivitás lokalizálása terén, ami viszonylag magas téri felbontó képességének köszönhető, ez a jó eredmény azonban a sebesség kárára megy.

## Az agyi képalkotó eljárások kutatási területei
A kutatások során az egyes tanulmányokban alkalmazott mérési módszereket általában az abban aktuálisan felmerülő kérdésekhez illesztik. A különböző technikák más és más korlátokkal rendelkeznek. Így például a MEG vagy az EEG olyan mágneses vagy az elektromos fluktuációt regisztrál, mely az idegek egy csoportjának aktivitásba lépésekor keletkezik. Ezek a módszerek kiválóan követik az idegi események – milliszekundumokig tagolt – idői aspektusát, viszont az EEG esetében elmondhatjuk, hogy általában hanyagul adnak számot az éppen zajló agyi események pontos helyéről. A PET és az fMRI a vér összetételének változását méri, mely az idegi aktivitás környezetében jön létre. Mivel a vér mérhető változásai lassan mennek végbe (több másodperces folyamatról van szó), ezért ezek a módszerek kevésbé megbízhatók az idegi aktivitás idői aspektusának mérésében, ellenben többnyire, a MEG-hez hasonlóan, pontosabbak a lokalizáció terén.
Az aktivációval kapcsolatos korai tanulmányok főként arra irányultak, hogy meghatározzák az agyi tevékenységnek bizonyos feladatokhoz kapcsolódó, szerteágazó mintázatait. Az agyi funkcióknak, az egyes területek között az egy-egy viselkedéssel szinkronban megjelenő, aktivációs kapcsolatoknak az alaposabb megértésében a képalkotás segíti a tudósokat a különálló agyi területek közötti interakció vizsgálatával. Az idegrendszeri feldolgozás túlnyomó része ugyanis, az agy különböző területeinek integrált hálózatos együttműködésének eredménye. Az agyi képalkotó eljárásokat alkalmazó kutatások aktív területe tehát a térben egymástól távol eső agyi területek funkcionális összeköttetésével foglalkozik. A funkcionális összeköttetések elemzései lehetővé teszik a régiók közötti neurális interakciók felfedését az egyes kognitív, vagy motoros feladatok végzése, vagy akár spontán, pihenés közbeni aktivitás alatt. Az fMRI és a PET vizsgálatok által az esetenként összekapcsolódó agyi területek különálló téri eloszlásának funkcionális összeköttetéseit tartalmazó térképek nyerhetők, melyeket funkcionális hálózatoknak nevezünk.

## Funkcionális agyi képalkotás segítségével tett felfedezések
Több, agyi képalkotó eljárásokat használó vizsgálat is kimutatta, hogy a vak személyek poszterior látókérgi területei is aktiválódhatnak az olyan nem vizuális feladatok végzése közben, mint a Braille olvasás, emlékezeti felidézés, hallási lokalizáció, vagy egyéb auditoros funkciók esetében.
Az agyban megfigyelhető funkcionális összeköttetések mérésének egy közvetlen módszereként azt figyelték meg, hogy az agy egy bizonyos részének ingerlése milyen hatással van a többi területre. Ez a vizsgálat a transzkraniális mágneses stimuláció és valamely képalkotó eljárás (PET, fMRI, vagy EEG) kombinálásának segítségével, noninvazív (beavatkozást nem igénylő) módon végezhető az emberek esetében. Massimini és munkatársai (Science, 2005. szeptember 30.) EEG-t használtak annak regisztrálására, hogy egy bizonyos stimulált területről hogyan terjed tovább az idegi aktiváció. Arról számoltak be, hogy a non-REM alvás során az agy ugyan jól észlelhetően reagál a stimulációra, a funkcionális összeköttetés azonban az éber állapothoz képest jóval alul marad. Ilyetén formán, mély alvás alatt „az agyi területek nem beszélgetnek egymással”.
A funkcionális agyi képalkotó eljárások a kognitív idegtudomány, vagy a szociális idegtudomány mellett, számos egyéb területről merítenek adatokat, ide értve a biológiatudományokat, mint a neuroanatómia és a neuropszichológia), a fizika és a matematika, melyek a technológia továbbfejlesztésében és finomításában játszanak szerepet.

## Kritika és gondos interpretáció
A funkcionális agyi képalkotást alkalmazó tanulmányok tervezése és eredményeinek értelmezése kényes feladat.
A különböző statisztikai elemzések segítségével az aktivációs forrásokat elkülöníthetjük az inaktív területektől. Ezek során a feltételezett aktivációs hipotézishez statisztikai eljárások segítségével mérjük hozzá a ténylegesen kapott aktiváció adatait, ily módon nyerünk bizonyosságot arról, hogy a képalkotás során nyert adat a feladat hatására valóban azt az összekapcsolt agyi területet tükrözi vissza funkciójában, amit a kutatás megcélzott.
A funkcionális képalkotásban különösen nagy kihívást jelent a nehezen konceptualizálható folyamatok mérése, vagy ha nehezen körülhatárolható a hozzájuk kapcsolható feladat (ilyen például a hit vagy a lelkiismeret).
A kiemelkedően érdekes jelenségek kapcsán végzett funkcionális agyi képalkotás eredményeit előszeretettel idézi a sajtó is, gyakran előfordul azonban, hogy pontatlanul.
Egy alkalommal egy csoport funkcionális agyi képalkotással dolgozó kutató úgy érezte, kötelessége kifejeznie nem tetszését a The New York Timesban megjelent, külsős újságíró által írt cikk kapcsán, mely egy úgynevezett neuropolitikai tanulmányról szólt. A kutatócsoport azzal érvelt, hogy a tanulmányban szereplő értelmezések némelyike „tudományosan megalapozatlan” volt.

## Külső hivatkozások
- The Whole Brain Atlas @ Harvard
- The American Society of Neuroimaging (ASN).
- UCLA Neuroimaging Training Program.
- BrainMapping.org, a free BrainMapping community information portal